# Omloop Het Volk 1968
L'Omloop Het Volk 1968, ventitreesima edizione della corsa, fu disputato il 2 marzo 1968 per un percorso di 193 km. Fu vinto dal belga Herman Van Springel, al traguardo in 4h47'30".

## Ordine d'arrivo (Top 10)
| Pos. | Corridore             | Squadra      | Tempo    |
| ---- | --------------------- | ------------ | -------- |
| 1    | Herman Van Springel   | Dr. Mann     | 4h47'30" |
| 2    | Rolf Wolfshohl        | Bic          | a 4"     |
| 3    | B. Van De Kerckhove   | Pelforth     | s.t.     |
| 4    | Walter Godefroot      | Flandria     | a 6"     |
| 5    | Edward Sels           | Bic          | s.t.     |
| 6    | Daniel Van Rijckeghem | Dr. Mann     | s.t.     |
| 7    | Willy Vekemans        | Goldor-Gerka | s.t.     |
| 8    | Willy Planckaert      | Smiths       | s.t.     |
| 9    | Alfons De Bal         | Okay-Diamant | s.t.     |
| 10   | Willy Bocklant        | Pull Over    | s.t.     |